# Klavírní knížka Anny Magdaleny Bachové
Klavírní knížka Anny Magdaleny Bachové (též Knížka pro Annu Magdalenu Bachovou) jsou dnes známé dvě sbírky převážně klavírních skladeb z let 1722 a 1725. Anna Magdalena byla zpěvačkou a druhou manželkou Johanna Sebastiana Bacha, který je autorem všech skladeb v první knížce. Druhá knížka je kompilací skladeb různých autorů.

## První knížka z roku 1722
Z prvního souboru se dochovalo pouze 25 stran. Odhaduje se, že rozsah původního sešitu byl asi trojnásobný. Převážnou část tvoří pět suit pro klavír (v Bachově době samozřejmě spíše klavichord nebo cembalo) později vydaných pod názvem Francouzské suity, dále obsahuje několik krátkých samostatných skladeb pro klavír a varhany.

## Druhá knížka z roku 1725
Druhá knížka je rozsáhlejší a obsahově pestřejší. Vedle několika technicky náročných klavírních suit obsahuje i množství drobných skladbiček a také písně a árie. Autory jsou kromě J. S. Bacha například i jeho syn Carl Philipp Emanuel, Christian Petzold, François Couperin a další. Sbírka byla nejspíš sestavena především pro potěšení, jako podklad pro domácí muzicírování; jednodušší klavírní kousky možná sloužily také pro výuku Bachových dětí.